# 3803 Tuchkova
3803 Tuchkova је астероид главног астероидног појаса са пречником од приближно 35,45 .
Афел астероида је на удаљености од 3,210 астрономских јединица (АЈ) од Сунца, а перихел на 2,888 АЈ.
Ексцентрицитет орбите износи 0,052, инклинација (нагиб) орбите у односу на раван еклиптике 13,055 степени, а орбитални период износи 1945,130 дана (5,325 година).
Апсолутна магнитуда астероида је 11,30 а геометријски албедо 0,042.
Астероид је откривен 2. октобра 1981. године.